# Robert Zimmermann wundert sich über die Liebe
Pour plus de détails, voir Fiche technique et Distribution.
Robert Zimmermann wundert sich über die Liebe (en français, Robert Zimmermann est surpris par l'amour) est un film allemand réalisé par Leander Haußmann sorti en 2008.
Il s'agit d'une adaptation par Gernot Gricksch (de) de son roman.

## Synopsis
Robert Zimmermann, 26 ans, travaille comme concepteur de jeux dans une entreprise cool mais chaotique de Hambourg, vit en colocation et est très lié avec sa collègue Lorna. Il pense qu'il a sa vie sous contrôle, jusqu'à ce qu'un jour un collègue dans un snack-bar l'éclabousse accidentellement avec du ketchup, et Robert rencontre alors à la laverie Monika, la seule employée, qui élève seule son enfant. Il a le coup de foudre et est déterminé à la conquérir. Mais cela est difficile - notamment en raison de la différence de génération et la résistance du jeune fils de Monika.
Tout change dans la famille de Robert : son père, en crise avec son couple, quitte sa mère pour une jeune femme, tandis que sa sœur lesbienne est enceinte au grand dam de sa conjointe. Pour aggraver les choses, un film sur Konrad Adenauer est tourné dans la maison familiale. De plus, l'entreprise de Robert fait changer à la dernière minute la présentation que doit faire Robert d'un FPS à un important client chinois.
Après quelques quiproquos, la famille se réconcilie finalement et Robert et Monika se mettent ensemble.

## Fiche technique
- Titre : Robert Zimmermann wundert sich über die Liebe
- Réalisation : Leander Haußmann assisté de Kulle Kulhawy et de Martin Hartmann
- Scénario : Gernot Gricksch (de)
- Musique : Element of Crime
- Direction artistique : Udo Kramer
- Costumes : Stefanie Bruhn
- Photographie : Jana Marsik (de)
- Son : Benjamin Schubert
- Montage : Mona Bräuer
- Production : Claus Boje, Detlev Buck, Sonja Schmitt, Jeanette Würl
- Société de production : Boje Buck Produktion, Norddeutscher Rundfunk
- Société de distribution : Delphi Filmverleih Produktion
- Pays d'origine :  Allemagne
- Langue : allemand
- Format : couleur - 1,85:1 - Mono - 35 mm
- Genre : Comédie romantique
- Durée : 102 minutes
- Dates de sortie :
  - Allemagne : 28 août 2008.
  - Autriche : 29 août 2008.
  - Russie : 6 août 2009.

## Distribution
- Tom Schilling : Robert Zimmermann
- Maruschka Detmers : Monika
- Marlen Diekhoff (de) : Jennifer Zimmermann
- Julia Dietze : Lorna
- James Garfunkel : lui-même
- Kirstin Hesse (de) : Anka
- Annika Kuhl (de) : Pia Zimmermann
- Steffi Kühnert : Inga
- Johann Adam Oest (de) : Kurt Zimmermann
- Alexis Bug (de) : Ludger
- Christian Sengewald : Ole
- Sammy Steward : Nat
- Bettina Stucky : Marga
- Detlev Buck : Eberhard
- Peter Jordan (de) : Karsten, le chef de Robert

## Source de la traduction
- (de) Cet article est partiellement ou en totalité issu de l’article de Wikipédia en allemand intitulé « Robert Zimmermann wundert sich über die Liebe » (voir la liste des auteurs).